# Liniiermaschine
Eine Liniiermaschine in der historischen Reproduktionstechnik ist eine Vorrichtung zum Ziehen von Linien.
Zum einen ist sie ein Apparat der Kupferstecher und Lithografen, mit dem gerade oder gewellte Linien, Ovale, Kreise etc. auf einer Druckform hergestellt werden. Auch in der Xylografie wurde sie verwendet. Sie besteht aus einem Stichel, der mit einer Vorrichtung zum Ziehen stetiger Linien verbunden ist. Die erste allen Anforderungen entsprechende Liniiermaschine baute in Deutschland Wagner in Berlin (gest. 1874).
Im Schreibmaterialiengeschäft und in der Kontobücherfabrikation war die Liniiermaschine ein Apparat zum Ziehen von Linien mit flüssiger Farbe. Beliebig eng oder weit stellbare Federn erhalten die Farbe aus einem mit derselben getränkten Tuch oder Filz, wobei es möglich ist, die zu ziehenden Linien in genau zu regulierenden Zwischenräumen zu unterbrechen (Liniierung von Kontobüchern und geschäftlichen Blanketten).
Neuere Liniiermaschinen besitzen statt der Federn Messingscheiben auf eisernen Stangen mit zwischengeschobenen Metallklötzchen. Farbe empfangen die Scheiben von elastischen Walzen, die aus Farbekästen gespeist werden. Es können an einer Maschine mehrere Sätze Walzen mit entsprechenden Farbekästen angebracht werden, so dass man gleichzeitig in bis zu drei Farben liniieren kann. Kiß in Stuttgart hat diese Scheibenmaschinen wesentlich vervollkommnet.
Zum Ziehen paralleler Notenlinien verwendete man beim Notenstich als spezialisierte Liniiermaschine den Rastral.